# Tetsuzō Iwamoto
Tetsuzō Iwamoto (Hokkaido,(Sakaida), Japón:15 de junio de 1916- Masuda, 20 de mayo de 1955) fue un aviador  perteneciente a la Armada Imperial Japonesa, as de la aviación con 80 victorias confirmadas,  gran parte de ellas en la Segunda Guerra Mundial. Las primeras victorias las hizo en China a mandos de un Mitsubishi A5M Claude y el resto con el caza Mitsubishi A6M5 Zero.

## Historia
Nacido en Hokkaido (Sakaida)., en junio de 1916, Iwamoto se convirtió en el piloto de la Marina Imperial Japonesa con más victorias en operaciones contra China en la Guerra del Pacífico (1937-1945). Participó en la segunda guerra sino-japonesa logrando 80 victorias a bordo de un Mitsubishi A5M Calude.
El 7 de diciembre de 1941 pilotó uno de los Mitsubishi A6M Zero del portaaviones Zuikaku, como parte de la sombrilla defensiva de 4.000 m protegiendo a la fuerza de ataque aéreo contra Pearl Harbor. Posteriormente tuvo participación en la exitosa Incursión del Océano Índico.
Tras servir en la batalla del Mar de Coral a principios de 1942 fue retirado del frente de batalla, pasó a ser instructor y se unió al 253 Grupo Aéreo de Rabaul en noviembre de 1942 y luego tuvo base en Truk.
En febrero de 1943 su escuadrilla se tuvo que retirar de Truk debido a los constantes ataques de los bombarderos pesados estadounidenses.
A finales de 1944 su base se encontraba en las Filipinas, desde donde regresó a Japón a principios de 1945 para participar en las operaciones de defensa de las islas japonesas contra los B-29 de los Estados Unidos. Iwamoto, que en ocasiones se llamaba a sí mismo Kotetsu (un renombrado espadero del siglo dieciséis. Siglo XVI). Acabó la guerra como instructor de pilotos Kamikaze para la defensa final del Japón.
Terminada la guerra, Iwamoto como veterano militar sufrió el estrés de posguerra y fue incluido en la Lista Negra de ocupación como probable criminal de guerra, no encontró empleo hasta el término de la Ocupación estadounidense, falleció en un hospital en Masuda debido a una septicemia contraída por negligencias médicas en 1955.